# Henry McMahon
Arthur Henry McMahon (Simla, India, 28 de noviembre de 1862-Londres, Reino Unido, 29 de diciembre de 1949), fue un diplomático británico y oficial del Ejército Indio Británico, quien sirvió como el comisionado alto en Egipto entre 1915 y 1917. También fue administrador en el Raj británico y sirvió dos veces como comisionado jefe de Baluchistán.
McMahon es también conocido por la correspondencia Husayn-McMahon con Husayn ibn Ali (jerife de La Meca), la línea McMahon entre Tíbet e India y la Declaración a los Siete como respuesta a un memorándum escrito por siete sirios notables. Después de la publicación por el gobierno ruso de los bolcheviques del Acuerdo Sykes-Picot en noviembre de 1917, McMahon resignó. También se destaca en el libro de Thomas Edward Lawrence, Los siete pilares de la sabiduría, que cuenta su papel en la rebelión árabe contra el Imperio otomano durante la Primera Guerra Mundial. Entre los reconocimientos que recibió se encuentran la Orden de San Miguel y San Jorge, Orden del Imperio de la India, Real Orden Victoriana, Orden de la Estrella de la India y Venerable Orden de San Juan